# مانداغواسو
مانداغواسو (بالبرتغالية: Mandaguaçu‏)؛ بلدية في ولاية بارانا في المنطقة الجنوبية من البرازيل.